# Лозаноски, Влатко
Влатко Лозаноски (макед. Влатко Лозаноски; род. 27 июня 1985 года в Кичево, СР Македония) — македонский певец, более известный как Lozano, который вместе с Эсмой Реджеповой представили Республику Македонию на конкурсе песни «Евровидение-2013», который проходил в Мальмё, Швеция, с песней «Пред да се раздени»
Влатко известен своей победой на местном радиофестивале «Звёздная ночь».
Перед Евровидением он получил звание лучшего дебютанта на македонском конкурсе «Макфест». В 2009 году принимал участиве в фестивале «Славянский базар».

## Краткая биография
Влатко Лозаноски родился 27 июня 1985 года в городе Кичево, Республика Македония.
С сентября 2007 по май 2008 года Влатко участвовал в македонском шоу талантов «Mak Dzvezdi».
В июле 2008 года Влатко удостоился гран-при первого фестиваля Македонского радио под названием «Starry Night».
На фестивале Влатко выступал с песней «Vrati Me», которая стала его дебютным синглом.
В том же 2008 году певец презентовал свой второй сингл под названием «Obicen Bez Tebe», а также удостоился гран-при и премии «Дебют года» на самом значимом фестивале Республики Македонии «МакФест».
В феврале 2009 года Влатко принимал участие в отборе на конкурс «Евровидение 2009» с песней «Blisku Do Mene», но сумел занять только четвёртое место.
Летом 2009 года Влатко принимал участие в фестивале «Pjesma Mediterana» в черногорском городе Будва и занял второе место на белорусском фестивале «Славянский базар» в Витебске.
Осенью 2009 года Влатко вместе с Магдаленой Цветкоской участвовал в молдавском фестивале «Golden Wings Festival», где их дуэт занял второе место.
В начале 2010 года Влатко презентовал свой дебютный альбом, который получил название «Lozano».
В феврале 2010 года Влатко принимал участие в отборе конкурса «Евровидение 2010» и занял, как и в предыдущем году, четвёртое место
Также в 2010 году Влатко занял четвёртое место на украинском фестивале «Песни моря», который проходил в Севастополе.
В 2012 году Влатко Лозаноски выпустил свой второй альбом под названием «Preku sedum morinja».
В декабре 2012 года стало известно, что на конкурсе «Евровидение 2013» Республику Македонию представят Влатко Лозаноски и Эсма Реджепова.

## Участие в фестивале «Славянский базар»
В 2009 году Лозано принял участие в фестивале «Славянский базар». На конкурсе им были исполнены песни «Блиску до мене» и «Сонце не ме грее». В результате Влатко завоевал вторую премию вместе с представителем Беларуси. В том же году в конкурсе «Славянский базар» принял участие и участник «Евровидения-2012» и аккомпаниатор участницы «Евровидения-2013» от Молдовы Паша Парфений.

## Участие в конкурсе «Евровидение»
Первая попытка попасть на конкурс «Евровидение» была предпринята Влатко в 2009 году. На отборочном туре Лозано исполнил песню «Блиску до мене», но в результате занял только 4 место. В 2010 году Лозано вновь принял участие в отборочном туре Республики Македонии. Влатко исполнил песню «Летам кон тебе», но вновь занял 4 место.
29 декабря 2012 года стало известно, что Республику Македонию на предстоящем конкурсе «Евровидение-2013» представит дуэто Лозано&Эсма. Дуэт выступил во втором полуфинале, 16 мая. В финал участники не прошли, заняв 16 место с 28 баллами. Это стало худшим результатом БЮР Македония за всю историю участия в конкурсе.